# ジェシ・エド・デイヴィス
ジェシ・エド・デイヴィス（Jesse Ed Davis）（1944年9月21日 - 1988年6月22日）は、アメリカ合衆国のロック・ギタリスト、シンガー。スワンプ・ロックを代表する名ギタリストで、特にスライド・ギターが印象的。

## 略歴

### 生い立ち
- オクラホマ州ノーマン生まれ。本名Jesse Edwin Davis Ⅲ。コマンチ族の父とカイオワ族の母を持つ。
- 音楽好きの両親の影響で、3歳の頃にピアノ、6歳の頃にヴァイオリンを始める。
- 少年時代、エルヴィス・プレスリーやジミー・リード等に影響を受け、本格的にギターを始める。

### ソロ・デビュー前
- ロサンゼルスに出向き、リヴォン・ヘルム[注釈 1]やレオン・ラッセルと短期間バンドを組む。
- 1966年頃、タジ・マハールに認められ彼のバンドに加入。またジョン・リー・フッカーの『ライヴ・アット・カフェ・ゴーゴー』（1967年）にも参加。
- 1968年、ローリング・ストーンズのイベント『ロックン・ロール・サーカス』にマハールと出演するために渡英。
- エリック・クラプトンやジョージ・ハリスン等、イギリスのミュージシャンと交流を深める。

### ソロ活動
- 1970年、クラプトンの後押しを受け、『ジェシ・デイヴィスの世界（¡Jesse Davis!）』[1]でソロ・デビュー。クラプトン、ラッセル、グラム・パーソンズといった豪華ゲストが参加。
- 1971年8月1日、ハリスンとラヴィ・シャンカルが主催した『バングラデシュ難民救済コンサート』にバンドのメンバーとして出演。
- 1972年、ソロ第2弾『ウルル（Ululu）』[2]発表。ドクター・ジョン等が参加。ハリスン作「スー・ミー・スー・ユー・ブルース」等を収録。
- 1973年、ソロ第3弾『キープ・ミー・カミン（Keep Me Comin'）』[3]発表。結果的に生涯最後のソロ・アルバムになった。

### その後
- 1970年代は、精力的なセッション・ワークを主な活動とする。
- 1980年代は活動が目立たなくなる。1986年、スー族の詩人ジョン・トルーデルの詩に演奏をつけるライヴを行ない、トルーデルが設立したThe Peace Company[4]からJT / JED名義のアルバムカセット『aka Grafitti Man』[5]を発表した[注釈 2]。1987年、久々にマハールと共演して『タジ』にゲスト参加。

### 死
- 1988年6月22日、カリフォルニア州ベニスのアパートで、薬物の過剰摂取によるショックにより亡くなる。43歳没。

## ディスコグラフィ

### ソロ・アルバム
- ¡Jesse Davis! (Atco Records, 1971)
- Ululu (Atco Records, 1972)
- Keep Me Comin or Keep On Coming (Epic Records, 1973)
  - Bonus Record (Epic Records, 1973), an exclusive interview in Los Angeles with KMET-FM's B. Mitchel Reed - Jesse "Ed" Davis talks about his background, his music and his new album (promotional release for Keep Me Comin album)
- Red Dirt Boogie: The Atco Recordings 1970-1972 (Real Gone Music, 2017)

### JT / JED
- aka Graffiti Man (The Peace Company, 1986)

### 主な参加作品
- 井上陽水 - 『二色の独楽』
- エリック・クラプトン - 『ノー・リーズン・トゥ・クライ』
- キース・ムーン - 『ツー・サイズ・オブ・ザ・ムーン』
- ジャクソン・ブラウン - 『ジャクソン・ブラウン・ファースト』
- ジョージ・ハリスン - 『ジョージ・ハリスン帝国』
- ジョン・リー・フッカー - 『ライヴ・アット・カフェ・ゴーゴー』
- ジョン・レノン - 『心の壁、愛の橋』『ロックン・ロール』
- タジ・マハール - 『タジ・マハール』『ナッチェル・ブルース』『ジャイアント・ステップ/ディ・オール・フォークス・アット・ホーム』『タジ』
- ボブ・ディラン - 「川の流れを見つめて」「マスターピース」
- リンゴ・スター - 『リンゴズ・ロートグラヴィア』
- レオン・ラッセル - 『レオン・ラッセル・アンド・ザ・シェルター・ピープル』
- ロッド・スチュワート - 『アトランティック・クロッシング』『ナイト・オン・ザ・タウン』
- V.A. - 『バングラデシュ・コンサート』